# Nicole Hassler
Nicole Hassler (Chamonix, 6 gennaio 1941 – Le Chesnay, 19 novembre 1996) è stata una pattinatrice artistica su ghiaccio francese, specializzata nel singolo.

## Palmarès
| Internazionali            | Internazionali | Internazionali | Internazionali | Internazionali | Internazionali | Internazionali | Internazionali | Internazionali | Internazionali |
| Evento                    | 191957–58      | 1958–59        | 1959–60        | 1960–61        | 1961–62        | 1962–63        | 1963–64        | 1964–65        | 1965–66        |
| ------------------------- | -------------- | -------------- | -------------- | -------------- | -------------- | -------------- | -------------- | -------------- | -------------- |
| Giochi olimpici invernali |                |                | 11°            |                |                |                | 4°             |                |                |
| Campionati mondiali       | 23°            |                | 12°            |                | 6°             | 3°             | 4°             | 8°             | 5°             |
| Campionati europei        |                | 16°            | 10°            | 8°             | 6°             | 2°             | 3°             | 3°             | 3°             |
| Prague Skate              |                |                |                |                |                |                |                | 1°             |                |
| Richmond Trophy           |                |                | 3°             | 1°             | 1°             | 1°             |                |                |                |
| Nazionali                 |                |                |                |                |                |                |                |                |                |
| Campionati francesi       | 3°             | 2°             | 1°             | 2°             | 1°             | 1°             | 1°             | 1°             | 1°             |